# Isthmolongispora minima
Isthmolongispora minima är en svampart som beskrevs av Matsush. 1971. Isthmolongispora minima ingår i släktet Isthmolongispora, divisionen sporsäcksvampar och riket svampar.   Inga underarter finns listade i Catalogue of Life.